# البحرين في الألعاب الأولمبية الصيفية للشباب 2010
شاركت البحرين في دورة الألعاب الأولمبية الصيفية للشباب 2010 في سنغافورة.
تكون الفريق البحريني من 4 رياضيين تنافسوا في لعبتي ألعاب القوى والتايكوندو.

## ألعاب القوى
| الرياضي                  | المسابقة | التصفيات        | التصفيات        | النهائي  | النهائي  |
| الرياضي                  | المسابقة | النتيجة         | الترتيب         | النتيجة  | الترتيب  |
| ------------------------ | -------- | --------------- | --------------- | -------- | -------- |
| علي عمر عبد الله الدوسري | 100 متر  | غير مؤهل استبعد | غير مؤهل استبعد | 11.48    | 28       |
| فيصل جاسم محمد محمد      | 200 متر  | 23.19           | 20              | لم يتأهل | لم يتأهل |

## التايكواندو
| الرياضي      | المسابقة     | الدور التمهيدي          | الربع النهائي                 | النصف النهائي | النهائي  | الترتيب |
| ------------ | ------------ | ----------------------- | ----------------------------- | ------------- | -------- | ------- |
| إبراهيم أحمد | 55 كيلوجرام  | أوسكار مونوز خسارة 7—10 | لم يتأهل                      | لم يتأهل      | لم يتأهل | 9       |
| سارة صادق    | 44 كيلو جرام |                         | إيرينا رومولدانوفا خسارة 0:16 | لم تتأهل      | لم تتأهل | 5       |